# Magnojević Srednji
Magnojević Srednji su naseljeno mjesto u sastavu Grada Bijeljine, Republika Srpska, BiH.

## Stanovništvo
| Magnojević Srednji |              |
| godina popisa      | 1991.        |
| Srbi               | 321 (96,68%) |
| Muslimani          | 0            |
| Hrvati             | 2 (0,60%)    |
| Jugoslaveni        | 7 (2,10%)    |
| ostali i nepoznato | 2 (0,60%)    |
| ukupno             | 332          |